# Giovanni Volpi
Conde Giovanni Volpi di Misurata (Venecia, Reino de Italia; 9 de mayo de 1938) es un noble ítalo-argelino, exgerente de carreras de automóviles y dueño de equipo de Fórmula 1. A los 24 años heredó una fortuna de su padre, el conde Giuseppe Volpi di Misurata, político financiero y fundador del reconocido Festival de Cine de Venecia. Durante la Segunda Guerra Mundial, el padre de Giovanni Volpi sirvió en el gabinete de Mussolini como ministro de Finanzas y uno de sus principales asesores. Diseñó varias de las medidas de austeridad de Mussolini y escapó del enjuiciamiento después de la guerra. Su padre también adquirió y restauró Villa Barbaro en Maser, Italia, construida originalmente para la familia Barbaro. Giovanni Volpi es hijo de Giuseppe y su segunda esposa, Nathalie El Kanoni.

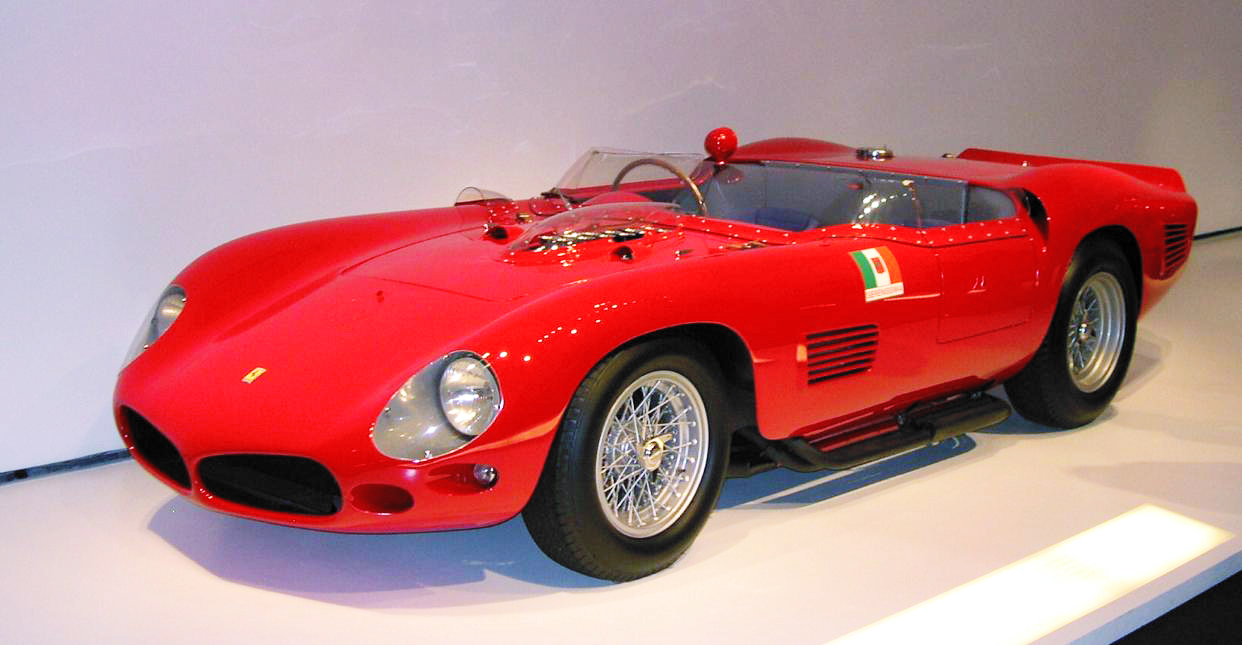
Ferrari 250 TR de 1961 modificado por Giotto Bizzarrini para la Scuderia Serenissima de Volpi.

Giovanni Volpi fundó un equipo de carreras, Scuderia Serenissima, en 1961 y rápidamente se convirtió en uno de los mejores clientes de Ferrari. En 1962, la Scuderia Serenissima encargó a Piero Drogo y Giotto Bizzarrini el diseño del Ferrari 250 GT Drogo, también conocido como Ferrari Breadvan. A finales de año, cuando un grupo de figuras importantes, incluidos Bizzarrini y Carlo Chiti, dejaron Ferrari para unirse a Volpi y fundar ATS, la relación de Volpi con Enzo Ferrari se enfrió. En consecuencia, Ferrari se negó a venderle a Volpi dos 250 GTO que solicitó para su equipo GT.
Después de una desastrosa campaña de Fórmula 1 en 1963, donde los pilotos Phil Hill y Giancarlo Baghetti no lograron sumar puntos en el campeonato, ATS cerró. Posteriormente, Volpi continuó con la marca Serenissima. Bruce McLaren usó un motor Serenissima para algunos Grandes Premios en 1966.
Volpi está casado con Dominique Rizzo y vive en Ginebra.